# リッキー (ばんえい馬)
リッキーは、日本生産のばんえい競走馬。競走馬としては大成しなかったが、ばんえい競馬の広報活動に従事した功績が認められて特別住民票が交付されるまでになった。

## 競走馬として
2000年、2歳のときにデビューした。馬券売り上げの低下などによる「ばんえい競馬廃止」が取り沙汰されるようになった2006年からは、ばんえい競馬の魅力を伝える「広報馬」として帯広市内の保育園やイベントにも現役馬ながら参加するようになり、子供たちに人気を博した。競馬との両立が難しくなったことから2007年3月に競走馬を引退した。2006年1月に最後の勝利となる6勝目を挙げて以降は引退まで27連敗であった。

## 「帯広市特別嘱託職員」に
引退直後の2007年4月、ばんえい競馬を単独で開催することとなった帯広市はリッキーに「特別嘱託職員」としての辞令、さらに特別住民票を交付した。住民票における氏名は名前は「ばんえい リッキー」とされ、住民票にはばんえい競馬調教師の谷あゆみが描いたイラストも掲載されている。なお翌2008年4月には2頭目の「特別嘱託職員」として「ミルキー（2003年4月10日 - 、芦毛。競走馬名：イッシンブレイブ）」にも特別住民票が交付されている。
以降現在に至るまでばんえい競馬のPR活動に従事しており、おもに馬車馬としてイベントに登場している。なお馬の管理は現役時代から引き続いて服部義幸調教師のもとで行なわれている。2007年5月には帯広を訪問した安倍晋三首相（当時）と対面し、「はじめて総理大臣になでられたばんえい馬」という栄誉を受けた。
イベント時以外は帯広競馬場内の「ふれあい動物園」にて繋養されていた。
2019年にPR活動を引退した。

## ゆるキャラの「リッキー」
1998年にリッキーの着ぐるみ姿となったゆるキャラとして誕生し、帯広やばんえい競馬のPR活動に参加している。青毛の本物と違いこちらは鹿毛で金色のたてがみを持ち、スーパーマンの様に胸に「R」マークとマントをしている（3代目）。